# Ингрид Бергман
Ингрид Бергман (швед. Ingrid Bergman; Стокхолм, 29. август 1915 — Лондон, 29. август 1982) је била шведска глумица.

## Биографија

### Ране године: 1915—1938.
Бергман је рођена у Стокхолму, Шведска, 29. августа 1915. године у породици Швеђанина Justus Samuela Bergmana и Немице Friedel Adler Bergman. Кад су јој биле само три године, мајка јој је умрла. Отац јој је преминуо кад јој је било тринаест. Послана је да живи са тетком, која је умрла од срчаних компликација само шест месеци касније. Одгојили су је друга тетка и тетак, који су имали петеро деце. Са 17 година се пријавила у Краљевско драмско позориште у Стокхолму, где је и примљена. Током првог летног распуста, ангажовао ју је шведски филмски студио, па је напустила краљевско позориште након само годину дана како би се могла посветити филму. Дана 10. јула 1937. године, са 21 годином, удала се за зубара, Petter Lindström (који ће касније постати неурохирург), а 20. септембра 1938. године је родила кћер, Piu Lindström. Након десетак филмова у Шведској и једног у Немачкој, Бергманову је ангажовао холивудски продуцент David O. Selznick како би наступила у енглеској верзији њеног шведског филма из 1936. године, Интермецо. Филм је остварио велики успех, а Бергман је постала звезда. Оно што ју је одвајало од осталих холивудских женских звезда тог времена било је то што није хтела променити име, њен природни изглед без пуно шминке, те то што је била једна од највиших главних глумица.

### Холивудски период: 1938—1949.
Након што је завршила последњи филм у Шведској и наступила у три средње успешна америчка филма, Бергман се придружила Хамфрију Богарту у класичном филму из 1942. године, Казабланка, која остаје њена најпознатија улога. Исте године ја зарадила номинацију за Оскара за најбољу глумицу у филму За ким звоно звони (1943), који је био њен први филм у боји. Следеће године је освојила Оскара као најбоља глумица у филму Плинска светлост (1944). Трећу узастопну номинацију зарадила је улогом монахиње у филму Звона Свете Марије. После ће зарадити још једну номинацију за Јованку Орлеанку (1948), независни филм продуцента Волтера Вагнера који је објавио студио РКО. Бергман је хтела ту улогу још откад је дошла у Холивуд, што је један од разлога да је морала играти на бродвејској позорници у представи Максвела Андерсона, Joan of Lorraine. Делимично због скандала са Роселинијем, филм, темељен на Андерсоновом комаду, није био велики хит, а зарадио је катастрофалне критике. Скраћен је за 45 минута, а све до рестаурације 1998. године и објављивања на DVD-у 2004. године, публика није могла да види шта је требало да буде приказано. Бергман је наступила и у три филма Алфреда Хичкока, Зачаран (1945), Озлоглашена (1946) и У знаку јарца (1949). У знаку јарца је била спора костимирана драма која се доста разликовала од Хичкокових ранијих филмова — критичар Њујорк тајмса написао је како је публика морала чекати 100 минута како би се нешто узбудљиво догодило. Између филмова, Бергман је наступала у позоришним комадима Liliom, Anna Christie и Joan of Lorraine. Осим тога, током конференције за новинаре у Вашингтону, протестовала је против сегрегације коју је видела из прве руке у позоришту у којем је глумила. После је добијала претећа писма. Током Другог светског рата је отишла на Аљаску како би забавила војнике. Убрзо након што је рат завршио, отишла је у Европу из истог разлога, где је видела девастацију коју је проузроковао рат.

### Италијански период: 1949—1957.
Године 1949, је упознала италијанског режисера Роберта Роселинија са којим је требало да сними филм Stromboli (1950) јер се дивила његовим претходним филмовима које је видјела у САД. Током снимања овог филма, заљубила се у њега и остала трудна са сином Робертом Ингмаром Роселинијем (рођеним 7. фебруара 1950). Трудноћа је изазвала велики скандал у САД. Сенатор из Колорада, Edwin C. Johnson, је рекао за њу, како је она „грозан пример жене и снажан утицај зла“. Скандал је присилио Бергман да се одсели у Италију, оставивши мужа и кћер у Америци. Њен муж, др. Petter Lindström, тужио ју је због напуштања и тражио старатељство над њиховом кћери. Ингрид Бергман удала се за Роберта Роселинија 24. маја 1950. године, а 18. јуна 1952. године родила је близнакиње, Исабелу Роселини и Исоту Ингрид Роселини. У неколико следећих година појавила се у неколико италијанских филмова. Брак је завршио разводом 7. новембра 1957. године. Након развода од Роселинијем, наступила је у филму Jeana Renoira, Елена и њени мушкарци, романтичној комедији где је глумила пољску принцезу ухваћену у мрежу политичких интрига. Иако филм није био успешан, њена изведба наводи се као једна од најбољих. Током боравка у Италији, наставила се срџба око њеног приватног живота у САД, а Ед Саливан је једном неславно упитао публику у свом студију треба ли јој опростити.

### Касније године: 1957—1982.
Остварила је тријумфалан повратак са филмом Анастазија, за кога добија Оскара као најбоља главна глумица. Награду је у њено име преузео Кари Грент, а Бергман се у Холивуду није појављивала све до 1958. године. Наставила је наступати у америчким и европским филмовима до краја своје каријере, а неколико се пута појавила и у телевизијским драмама као што је The Turn of the Screw (1959) за коју је освојила Емија као најбоља глумица. Током овог периода, наступала је и у позоришту. Године 1958, се удала за продуцента Ларса Шмита, такође Швеђанина. Брак је завршио разводом 1975. године. Бергман је освојила свог трећег Оскара (и првог као најбоља споредна глумица) за глуму у филму Убиство у Оријент експресу (1974), али је јавно објавила како награда припада италијанској глумици Валентини Кортезе за Дан за ноћ, закључивши свог говор захвале речима, „Молим те опрости ми, Валентина. Нисам хтела." Године 1978, је глумила у Јесењој сонати Ингмара Бергмана за шта је примила своју седму номинацију за Оскара, а био је то њен последњи филмски наступ. У филму, Бергман глуми славну пијанисткињу која се враћа у Шведску како би посетила своју занемарену кћер, коју глуми Лив Улман. Филм је снимљен у Норвешкој, а њен наступ сматра се једном од најбољих у каријери. Постхумно је награђена још једним Емијем за најбољу глумицу 1982. године за телевизијску мини-серију Жена звана Голда, о израелској премијерки Голди Меир. Била јој је то посљедња улога.

### Смрт
Ингрид Бергман је преминула 29. августа 1982. године, на свој 67. рођендан у Лондону, након дуге битке са раком дојке. Тело јој је кремирано у Шведској. Већина пепела је разасута у море, док је остатак покопан у Стокхолму, уз њене родитеље. На сахрани је на виолини изведена песма " As Time Goes By ", тему из Казабланке, подсећајући на њену најславнију улогу, Илзе Лунд.

## Филмографија

### Филмске улоге
| Год.   | Оригинални назив                                     | Српски назив | Улога                             |
| 1930-е | 1930-е                                               | 1930-е       | 1930-е                            |
| ------ | ---------------------------------------------------- | ------------ | --------------------------------- |
| 1932   | Landskamp                                            |              | Girl Waiting in Line              |
| 1935   | Munkbrogreven                                        |              | Elsa Edlund                       |
| 1935   | Bränningar                                           |              | Karin Ingman                      |
| 1935   | Swedenhielms                                         |              | Astrid                            |
| 1935   | Valborgsmässoafton                                   |              | Lena Bergström                    |
| 1936   | På solsidan                                          |              | Eva Bergh                         |
| 1936   | Intermezzo                                           |              | Anita Hoffman                     |
| 1938   | Dollar                                               |              | Julia Balzar                      |
| 1938   | Kvinnas ansikte, En                                  |              | Anna Holm, aka Anna Paulsson      |
| 1938   | Vier Gesellen, Die                                   |              | Marianne                          |
| 1939   | Enda natt, En                                        |              | Eva Beckman                       |
| 1939   | Intermezzo: A Love Story                             |              | Anita Hoffman                     |
| 1940-е |                                                      |              |                                   |
| 1940   | Juninatten                                           |              | Kerstin Norbäc - aka Sara Nordanå |
| 1941   | Adam Had Four Sons                                   |              | Emilie Gallatin                   |
| 1941   | Rage in Heaven                                       |              | Stella Bergen Monrell             |
| 1941   | Dr. Jekyll and Mr. Hyde                              |              | Ivy Peterson                      |
| 1942   | Casablanca                                           |              | Ilsa Lund                         |
| 1943   | За ким звоно звони                                   |              | María                             |
| 1943   | Swedes in America (short subject)                    |              | Herself                           |
| 1944   | Gaslight                                             |              | Paula Alquist Anton               |
| 1945   | Saratoga Trunk                                       |              | Clio Dulaine                      |
| 1945   | Spellbound                                           |              | Dr. Constance Petersen            |
| 1945   | The Bells of St. Mary's                              |              | Sister Mary Benedict              |
| 1946   | American Creed (short subject)                       |              | Herself                           |
| 1946   | Notorious                                            |              | Alicia Huberman                   |
| 1948   | Arch of Triumph                                      |              | Joan Madou                        |
| 1948   | Joan of Arc                                          |              | Joan of Arc                       |
| 1949   | Under Capricorn                                      |              | Lady Henrietta Flusky             |
| 1950-е |                                                      |              |                                   |
| 1950   | Stromboli                                            |              | Karin                             |
| 1952   | Europa '51                                           |              | Irene Girard                      |
| 1953   | Siamo donne (segment: "Ingrid Bergman")              |              | Herself                           |
| 1954   | Giovanna d'Arco al rogo                              |              | Giovanna d'Arco (Joan of Arc)     |
| 1954   | Viaggio in Italia                                    |              | Katherine Joyce                   |
| 1954   | La Paura                                             |              | Irene Wagner                      |
| 1956   | Anastasia                                            |              | Anna Koreff/Anastasia             |
| 1956   | Elena et les hommes                                  |              | Elena Sokorowska                  |
| 1958   | Indiscreet                                           |              | Anna Kalman                       |
| 1958   | The Inn of the Sixth Happiness                       |              | Gladys Aylward                    |
| 1960-е |                                                      |              |                                   |
| 1961   | Aimez-Vous Brahms?                                   |              | Paula Tessier                     |
| 1961   | Auguste                                              |              | (Uncredited Cameo)                |
| 1964   | The Visit                                            |              | Karla Zachanassian                |
| 1964   | The Yellow Rolls-Royce                               |              | Gerda Millett                     |
| 1967   | Stimulantia (Episode: "The Necklace")                |              | Mathilde Hartman                  |
| 1969   | Cactus Flower                                        |              | Stephanie Dickinson               |
| 1970-е |                                                      |              |                                   |
| 1970   | Henri Langlois (documentary)                         |              | Herself                           |
| 1970   | Walk in the Spring Rain                              |              | Libby Meredith                    |
| 1973   | From the Mixed-Up Files of Mrs. Basil E. Frankweiler |              | Mrs. Frankweiler                  |
| 1974   | Murder on the Orient Express                         |              | Greta Ohlsson                     |
| 1976   | A Matter of Time                                     |              | Countess Sanziani                 |
| 1978   | Höstsonaten                                          |              | Charlotte Andergast               |

### Телевизијске улоге
| Год. | Назив                                                  | Улога               |
| ---- | ------------------------------------------------------ | ------------------- |
| 1959 | Startime: The Turn of the Screw                        | Governess           |
| 1961 | 24 Hours in a Woman's Life                             | Clare Lester        |
| 1963 | Hedda Gabler                                           | Hedda Gabler        |
| 1966 | The Human Voice                                        | Unnamed (monologue) |
| 1979 | The American Film Institute Salute to Alfred Hitchcock | Herself (hostess)   |
| 1982 | A Woman Called Golda                                   | Golda Meir          |

## Позоришне улоге
| Год. | Представа                       | Улога                 | Позориште                        | Место                     |
| ---- | ------------------------------- | --------------------- | -------------------------------- | ------------------------- |
| 1940 | Liliom                          | Julie                 | Forty-Fourth Street Theater      | Њујорк                    |
| 1941 | Anna Christie                   | Anna Christopherson   | Lobero Theatre                   | Санта Барбара             |
| 1946 | Joan of Lorraine                | Joan of Arc/Mary Grey | Alvin Theater                    | Њујорк                    |
| 1953 | Joan of Arc at the Stake        | Joan of Arc           | San Carlo Opera House            | Напуљ                     |
| 1956 | Tea and Sympathy                | Laura Reynolds        | Théâtre de Paris                 | Париз                     |
| 1962 | Hedda Gabler                    | Hedda Gabler          | Théâtre Montparnasse Geston Baty | Париз                     |
| 1965 | A Month in the Country          | Natalia Petrovna      | Yvonne Arnaud Theatre            | Guildford, United Kingdom |
| 1967 | More Stately Mansions           | Deborah Harford       | Broadhurst Theatre               | Њујорк                    |
| 1972 | Captain Brassbound's Conversion | Lady Cecily Waynflete | Opera House, Kennedy Center      | Вашингтон                 |
| 1973 | The Constant Wife               | Constance Middleton   | Albery Theatre                   | Лондон                    |
| 1975 | The Constant Wife               | Constance Middleton   | Shubert Theatre                  | Њујорк                    |
| 1979 | Waters of the Moon              | Helen Lancaster       | Haymarket Theatre                | Лондон                    |